# Chöd
Chöd (གཅོད) is een spirituele oefening in het Tibetaans boeddhisme (Anuttarayoga Tantra) die ook bekend staat als "het doorsnijden van de ego". Tijdens de chöd probeert de beoefenaar de spirituele kracht van angst aan te boren. Dit gebeurt bijvoorbeeld door activiteiten als rituelen op begraafplaatsen en visualisaties van het offeren van het eigen lichaam tijdens een tantrisch feest. Het doel is om het inzicht in "leegte" als kernbegrip van het boeddhisme op de ultieme test te stellen in het pad naar het vinden van de "perfecte wijsheid" (Prajñāpāramitā).

## Toepassing
Chöd wordt voornamelijk aangetroffen in de Yundrung Bön-traditie. Het wordt onderwezen op de Nyingma-scholen, gesticht door Padmasambhava en gebaseerd op de eerste vertalingen van boeddhistische geschriften uit het Sanskriet in het Oud-Tibetaans in de achtste eeuw, en op Kagyu-scholen, gestoeld op de leer van Mahasiddhas Naropa, Maitrīpadā en Niguma.